# تلمبة اكبر رشيدي فرخي (نغار بردسير)
تلمبة اکبر رشيدي فرخي (بالإنجليزية: Tolombeh-ye Akbar Rashid Forkhi)‏ هي مستوطنة تقع في إيران في كرمان.